# Маррат
Маррат (англ. Marrāt, араб. مراط) — поселення у Сирії, що складає численну сирійську арабську общину в нохії Хішам, яка входить до складу мінтаки Дайр-ез-Заур у східній сирійській мухафазі Дайр-ез-Заур.